# Факторна модель (техніка)

Схематичне зображення факторної моделі (чорний ящик).

Факторна модель в техніці — використовує прийом типу «чорний ящик» й ілюструється на рисунку.
Вхідні Хn і вихідні Yn параметри об'єкту встановлюють шляхом апріорної інформації, а також за допомогою попередніх експериментів. Задача моделювання полягає в тому, щоб значення у* одержане на математичній моделі було близьким до реального значення у на виході об'єкту.
Факторна модель — по суті первинна модель, яку використовують на перших (базисних) етапах вивчення об'єкта. Інколи її розвивають — показують зв'язки вхідних і вихідних величин. По суті, факторна модель — перший етап моделювання, який може бути виконано на основі апріорної інформації. Саме зі створення факторної моделі починають математичне моделювання використовуючи пасивний експеримент та (або) активний експеримент.
Факторна модель також використовується в теорії автоматичного керування для вивчення і опису об'єкта керування.